# Deborah Remington
 Deborah Williams Remington  (* 25. Juni 1930 in Haddonfield, New Jersey, Vereinigte Staaten; † 21. April 2010 in Moorestown, New Jersey, Vereinigte Staaten) war eine amerikanische Malerin. Sie war eine abstrakte Malerin und mit der Hard-Edge-Malerei verbundene Künstlerin.

## Leben und Werk
Remington war die Tochter von Malcolm VanDyke Remington und Hazel (Stewart) Remington und eine Großnichte des Malers Frederic Remington. Sie studierte unter anderem bei Clyfford Still, David Park und Elmer Bischoff an der California School of Fine Arts, wo sie 1955 ihren Bachelor of Fine Arts erhielt. Als sie ihren Abschluss machte, war Remington bereits Teil der aufstrebenden Beat-Szene der Bay Area.
Als eine von sechs Malern und Dichtern und einzige Frau gründete sie 1954 die Six Gallery in San Francisco, wo Allen Ginsberg am 7. Oktober 1955 sein Gedicht Howl zum ersten Mal öffentlich vortrug. Nach ihrem Abschluss verbrachte Remington zwei Jahre in Japan, um Kalligraphie zu studieren. Anschließend reiste sie durch Südostasien und Indien und verdiente sich ihren Lebensunterhalt mit Gelegenheitsjobs, unter anderem als Köchin, Übersetzerin und als Schauspielerin mit Nebenrollen in Filmen und im Fernsehen.
Als sie in die Vereinigten Staaten zurückkehrte, begann sie zu malen und hatte drei Einzelausstellungen in der Dilexi Gallery in San Francisco und eine im San Francisco Museum of Art. 1963 war sie neben Joe Goode und Horace Clifford Westermann die einzige Frau, die in der Dilexi Los Angeles-Galerie ausstellte. 1965 zog sie nach New York City. Sie lebte 1967 und 1968 in Paris und hatte dort 1968 die Eröffnungsausstellung in der Galerie Darthea Speyer. Diese Ausstellung machte ihre Arbeit in Europa bekannt.
In den 1970er Jahren stellte Remington national und international aus und verfeinerte ihre Bildsprache. In ihrer Malerei entstanden neue räumliche Dialoge und die Farbe erlangte eine neue Intensität. Nachdem sie mit dem Tamarind Institute of the University of New Mexico zusammengearbeitet hatte, wurde sie eingeladen wurde, Lithografien anzufertigen. Von 1973 bis 1981 produzierte Remington dort zwölf Ausgaben. 1987 zeigte sie radikal veränderte Bilder in der Jack Shainman Gallery in New York und im folgenden Jahr in der Shoshana Wayne Gallery in Los Angeles. Der mechanistische Charakter der früheren Werke wurde durch kräftig bemalte Oberflächen und umfassendere Kompositionen ersetzt. Sie erforschte diese neue Richtung weiter und stellte die Arbeiten in den 1990er Jahren aus, darunter 1992 eine Ausstellung in der Galerie Darthea Speyer in Paris. 1999 wurde sie in die National Academy of Design gewählt und erhielt im selben Jahr auch ein Stipendium der Pollock-Krasner Foundation.
2001 schuf Remington das Gemälde Eridan, das ihrer Meinung nach den frei fließenden Gestenismus ihrer sehr frühen und späteren Arbeiten mit den symbolträchtigeren, mechanistischeren Aspekten vereinte. Im selben Jahr stellte sie neue Gemälde und großformatige Zeichnungen in der Mitchell Algus Gallery in New York aus. Ebenfalls 2001 wurde eine Lithographie aus den Beat-Jahren in die Ausstellung Stamp of Impulse: Abstract Expressionist Prints im Worcester Art Museum in Massachusetts aufgenommen. Die Ausstellung wurde mehrere Jahre lang in anderen Museen in den USA gezeigt und Remingtons Werk wurde auf dem Cover des 295-seitigen Katalogs abgebildet. 2002 wurde ein großes Gemälde in die Ausstellung Parallels and Intersections im San Jose Museum of Art aufgenommen.
Remington starb 2010 in Moorestown im Alter von 79 Jahren.
Remington begann in den 1940er und 1950er Jahren als Malerin des abstrakten Expressionismus. Ihre Zeit in Japan und das Studium der Kalligraphie, gefolgt von einem Umzug nach New York City, beeinflussten ihre Gemälde in den 1960er und 1970er Jahren, in denen es zu einem thematischen Wandel von rein gestischer und expressionistischer hin zu illusionistischer Malerei mit Andeutungen von Figuration kam. Die Bilder waren stahlglatt und gespiegelt, modelliert in Grautönen mit dünnen Streifen intensiver roter, blauer, oranger oder grüner Farbe. Ihr Werk wandelte sich von einer abstrakt-expressionistischen Form zu einer Hard Edge-Ästhetik, die ihr in den 1960er und 1970er Jahren große Anerkennung einbrachte. In den 1980er Jahren kehrte sie zu einem lockereren, gestischen Farbauftrag zurück, den sie bis zum Ende ihres Lebens beibehielt.
Remingtons Werke sind in über 40 bedeutenden Museumssammlungen weltweit vertreten, darunter in der Achenbach Foundation for Graphic Arts in San Francisco, im Auckland Museum in Neuseeland, im Centre Georges-Pompidou in Paris, im Denver Art Museum im Metropolitan Museum of Art in New York, im Museum für zeitgenössische Kunst in La Jolla, im San Francisco Museum für moderne Kunst, im Whitney Museum of American Art, New York.
Ausführliche Interviews mit Remington wurden 1972 von den Archives of American Art, Smithsonian, Washington, D.C. und 2004 vom Nora Eccles Harrison Museum of Art der Utah State University aufgezeichnet.

## Auszeichnungen und Ehrungen (Auswahl)
- 1973: Tamarind Fellowship, Artist-in-Residence
- 1975: Tamarind Fellowship, Artist-in-Residence
- 1978: Tamarind Fellowship, Artist-in-Residence
- 1979: National Endowment Fellowship
- 1980: Tamarind Fellowship, Artist-in-Residence
- 1984: Guggenheim-Stipendium
- 1988: Hassam & Speicher Purchase, American Academy und Institute of Arts and Letters
- 1999: Stipendium der Pollock-Krasner-Stiftung
- 1999: Wahl in die National Academy of Design
- 2003: Benjamin-Altman-Preis für Malerei, 178. Jahresausstellung, National Academy of Design

## Einzelausstellungen (Auswahl)
- 1963: Dilexi Gallery, San Francisco
- 1964: San Francisco Museum of Art
- 1965: Dilexi Gallery, San Francisco
- 1967: Bykert Gallery, New York
- 1968: Galerie Darthea Speyer, Paris
- 1969: Bykert Gallery, New York
- 1971: Galerie Darthea Speyer, Paris
- 1971: Obelisk Gallery, Boston
- 1972: Bykert Gallery, New York
- 1973: Pyramid Gallery, Washington, D.C.
- 1973: Galerie Darthea Speyer, Paris
- 1974: Bykert Gallery, New York
- 1974: Brooke Alexander, Inc., New York
- 1974: Michael Berger Gallery, Pittsburgh
- 1976: Pyramid Gallery, Washington, D.C.
- 1976: Zolla-Lieberman Gallery, Chicago
- 1977: Hamilton Gallery, New York
- 1977: Portland Center for the Visual Arts, Portland
- 1977: Museum, University of Missouri, Kansas City
- 1978: Art Gallery, Miami Dade Community College, South Campus, Miami
- 1979: Michael Berger Gallery, Pittsburgh
- 1980: Bonfoey Gallery, Cleveland, Ohio
- 1982: Mary Ryan Gallery, New York
- 1983: Ramon Osuna Gallery, Washington, D.C.
- 1983: Newport Harbor Art Museum, Newport Beach
- 1984: Oakland Museum of Art, Oakland
- 1984: Adams-Middleton Gallery, Dallas, Texas
- 1984: Museum, San Jose State University, San Jose
- 1985: Ianuzzi Gallery, Phoenix
- 1986: Jack Shainman Gallery, New York
- 1987: Shoshana Wayne Gallery, Los Angeles
- 1992: Galerie Darthea Speyer, Paris
- 2001: Mitchell Algus Gallery, New York

## Ausstellungen ab 2010
Remingtons Arbeiten waren Gegenstand von Einzelausstellungen 2021 New York bei Bortolami, und in der Craig F. Starr Gallery, 2018 in der Kimmerich Galerie in Berlin und 2015 in der Wallspace Gallery in New York. 2016 wurde Remington in die Ausstellung Women of Abstract Expressionism im Denver Art Museum aufgenommen, die anschließend im Mint Museum in Charlotte und im Palm Springs Art Museum in Palm Springs (Kalifornien) zu sehen war. Remingtons Arbeiten wurden unter anderen in den Gruppenausstellungen 2022 im Museum Barberini in Potsdam, in der Albertina Modern in Wien, im Phoenix Art Museum, 2021 in der David Nolan Gallery in New York, 2015 im Nora Eccles Harrison Museum of Art in Utah und 2010 im San Antonio Museum of Art in Texas gezeigt. 2023 wurde ihre Arbeit in die Ausstellung Action, Gesture, Paint: Women Artists and Global Abstraction 1940–1970 in der Whitechapel Gallery in London aufgenommen.